# Oscar Fajardo
Oscar Fajardo – gwatemalski zapaśnik walczący w stylu klasycznym. Zdobył brązowy medal na mistrzostwach panamerykańskich w 2005. Drugi na igrzyskach Ameryki Centralnej w 2006 roku.